# Viitajärvi (sjö i Norra Karelen)
Viitajärvi är en sjö i Finland. Den ligger i kommunen Lieksa i landskapet Norra Karelen, i den östra delen av landet, 500 km nordost om huvudstaden Helsingfors. Viitajärvi ligger 187 meter över havet. I omgivningarna runt Viitajärvi växer i huvudsak barrskog. Den är 9,1 meter djup. Arean är 41 hektar och strandlinjen är 5,01 kilometer lång. Sjön  ingår i Vuoksens huvudavrinningsområde. 